# فارسیان (آزادشهر)
فارسیان قانچی، روستایی است  از توابع بخش چشمه‌ساران شهرستان آزادشهر در استان گلستان ایران.

## جمعیت
این روستا در دهستان چشمه‌ساران قرار دارد و براساس سرشماری مرکز آمار ایران در سال ۱۳۸۵، جمعیت آن ۲۰۵۸ نفر (۴۹۱خانوار) بوده است.